# Iwatsuki-ku
Iwatsuki-ku (岩槻区?) è uno dei 10 quartieri della città di Saitama, in Giappone.